# Gwynyth Walsh
Gwynyth Walsh es una actriz canadiense de cine, teatro y televisión, reconocida por interpretar al personaje de B'Etor en la saga de Star Trek. También interpretó el papel de la oficial Nimira en el episodio de la serie Star Trek: Voyager "Random Thoughts".
Nació en Winnipeg, Manitoba y se crio en Vancouver, Columbia Británica. Walsh obtuvo un grado en Bellas Artes en la Universidad de Alberta e inició su carrera en teatro apareciendo en producciones de Canadá y los Estados Unidos. Por su participación en la obra Much Ado About Nothing de Shakespeare, la actriz ganó un premio Dramalogue en la categoría de mejor actriz por su interpretación de Beatrice. Debutó en el cine en 1984 en la película Iolanthe.

## Filmografía seleccionada
- Iolanthe (1984) - Phoebe
- Blue Monkey (1987) - Dra. Rachel Carson
- Passion and Paradise (1989) - Dra. Robert
- The Challengers (1991) - Angie Daniels
- The Portrait (1992) - Helen Schroeder
- Darkness Before Dawn (1993) - Sandra Guard
- The Crush (1993) - Liv Forrester
- Star Trek Generations (1994) - B'Etor
- Soft Deceit (1994) - Brock
- Falling from the Sky: Flight 174 (1995) - Pearl Dion
- Shock Treatment (1995) - Jake's Mom
- Limbic Region (1996) - Ann Lucca
- 2103: The Deadly Wake (1997) - Martine Quiller
- Crossing Fields (1997) - Jessica
- Zenon: Girl of the 21st Century (1999) - Astrid Kar
- Barbie in a Christmas Carol (2008)
- Even Lambs Have Teeth (2015) - Madre
- Chokeslam (2016) - Janet
- Journey Back to Christmas (2016) - Gretchen
- My Favorite Wedding (2017) - Sra. Tilton

## Televisión
- Pajama Tops (1984) (Claudine)
- War of the Worlds (1988) (Charlotte)
- Friday the 13th: The Series (1989) (Reatha Wilkerson)
- Alien Nation (1989) (Diane Elrea)
- Matlock (1990) (Sandra Hopkins)
- NYPD Blue (1993) (Dra. Timmons)
- Matlock (1993) (Kiki Rice)
- Star Trek: The Next Generation & Star Trek: Deep Space Nine (B'Etor)
- Forever Knight (1994)
- Sliders (1996)
- Star Trek: Voyager (1997) (Nimira)
- Da Vinci's Inquest (1998) (Patricia Da Vinci)
- Taken (2002) (Doctora)
- Flight 93 (2006) (Esther Heyman)
- Tin Man (2007) (Emily)
- Supernatural (2008) (Psicóloga)
- Knights of Bloodsteel (2009) (Raven)
- The Whispers (2015) (Dra. Tully)
- Black Summer (2019) (Barbara Watson)
- The 100 (2019) (Josephine Lightbourne VII)